# کاریج کلاب، کلرادو
کاریج کلاب (به انگلیسی: Carriage Club) یک منطقهٔ مسکونی در ایالات متحده آمریکا است که در شهرستان داگلاس، کلرادو واقع شده‌است. کاریج کلاب ۱٫۹ کیلومتر مربع مساحت و ۱٬۰۰۲ نفر جمعیت دارد و ۱٬۸۳۳ متر بالاتر از سطح دریا واقع شده‌است.